# Campylopterus ensipennis
Campylopterus ensipennis е вид птица от семейство Колиброви (Trochilidae). Видът е почти застрашен от изчезване.

## Разпространение
Видът е разпространен във Венецуела и Тринидад и Тобаго.